# ボビー・セントプルー
ボビー・セントプルー（Bobby St. Preux、1980年1月19日 - ）は、ハイチ出身のプロバスケットボール選手である。ポジションはフォワード。197cm、90kg。

## 来歴
パームビーチコミュニティカレッジ、ノーザンケンタッキー大学からABA入りし、3球団に所属。
2007年、仙台89ERSに入団。
2008-09シーズンはbjリーグオールスターゲームに初出場を果たし、MVPを獲得。シーズンベスト5も受賞。
2012年2月、大阪エヴェッサと契約。